# 伦格德
伦格德（德語：Lengede，發音：[ˈlɛŋədə]）是德国下萨克森州派讷县的市镇，面积34.09平方千米，2023年12月31日人口为14,433人。